# Emily Brontë
Emily Jane Brontë (Thorton, 30. srpnja 1818. – Haworth, 19. prosinca 1848.), engleska književnica, jedna od tri sestre Brontë.

## Životopis
Zajedno sa sestrama gotovo čitav život provela je u zabačenom seocu Haworthu. U svom jedinom romanu Orkanski visovi dala je više maha svojoj fantaziji i stvorila djelo koje prerasta okvire tipičnog realističkog romana i kao pravo remek-djelo odolijeva svakom pokušaju tipizacije. Nekoliko njezinih pjesama: Stari stoik, Sjećanje, Posljednji stihovi, ubrajaju se u najbolja ostvarenja engleske poezije.
Roman Orkanski visovi više je puta ekraniziran.

## Djela
- Pjesme Currera, Ellisa, i Actona Bella (Poems by Currer, Ellis, and Acton Bell, zajedno sa sestrama Charlotte i Anne, 1846.)
- Orkanski visovi (Wuthering Heights, 1847.)[1]

## Vanjske poveznice
Ostali projekti
|  | Zajednički poslužitelj ima još gradiva o temi Emily Brontë |

Mrežna mjesta
- Brontë Society and Brontë Parsonage Museum, Društvo i memorijalni muzej sestara Brontë (engl.)